# Коинце
Коинце или Коинци (понякога Койнце/Койнци на македонска литературна норма: Коинце) е село в Северна Македония, в община Старо Нагоричане.

## География
Селото е разположено в областта Средорек.

## История
В края на XIX век Карловце е българско село в Кумановска каза на Османската империя. Според статистиката на Васил Кънчов („Македония. Етнография и статистика“) от 1900 г. Койнце е населявано от 180 жители българи християни.
Цялото население на селото е под върховенството на Българската екзархия. По данни на секретаря на екзархията Димитър Мишев („La Macédoine et sa Population Chrétienne“) в 1905 година в Койнци има 200 българи екзархисти. Според секретен доклад на българското консулство в Скопие всичките 25 къщи в селото през 1904 година под натиска на сръбската пропаганда в Македония признават Цариградската патриаршия.
Според преброяването от 2002 година селото има 70 жители, всички северномакедонци.